# Чудовский Новый Завет
Чу́довский Но́вый Заве́т (традиционное сокращение — ЧНЗ или Чуд.) — церковнославянская рукопись XIV века. Имеет большое значение для лингвистики (это древнейший акцентуированный памятник письменности, отражающий восточнославянское ударение) и библейской текстологии (является редчайшим для своего периода экземпляром полного Нового Завета). «Один из важнейших памятников русской церковнославянской письменности», «выдающийся памятник древнерусской книжности», «одна из наиболее примечательных славяно-русских рукописей Священного Писания», «один из самых ценных письменных источников по истории русского языка», без упоминания которого не обходится «почти ни один учебник по этой дисциплине».

## История иархеография
По версии, популяризованной в XVII веке Епифанием Славинецким, новая редакция церковнославянского перевода Нового Завета составлена митрополитом Алексием, который якобы собственноручно её записал во время своего пребывания в Константинополе в 1355 году. Однако почерки памятника не совпадают с известными автографами Алексия, что установил уже А. И. Соболевский, высказавший осторожные сомнения в такой датировке. Тем не менее, датировка 1354—1355 годами продолжала оставаться основной в научной литературе. В дальнейшем была выдвинута идея, что текст писался под диктовку Алексия; этот взгляд оспаривал А. А. Алексеев, впрочем, не сомневавшийся, что рукопись создана в XIV веке, но связывавший его с переводом Иерусалимского церковного устава, предположительного выполненным между 1365 и 1378 годами. А. Л. Лифшиц на основе палеографического анализа датирует рукопись концом XIV — началом XV века.
Хранился в ризнице Чудова монастыря в Москве под № 23. В конце XVIII века по распоряжению митрополита Платона рукопись была украшена драгоценными камнями. В 1887 году архимандрит Амфилохий издал памятник фотографическим способом. В 1892 году митрополит Леонтий переиздал его фототипическим способом (с лучшим качеством). Г. А. Воскресенский опубликовал из этого списка текст Евангелия от Марка, а также части апостольских посланий — Рим., 1 и 2 Кор., Гал., Еф..
В самом начале 1918 года манускрипт бесследно исчез в ходе ограбления Патриаршей ризницы Московского Кремля.

## Графика ипалеография
Кодекс написан четырьмя мелкими почерками (устав с элементами младшего полуустава) на 170 листах пергамена в два столбца. По словам В. М. Живова, Чудовский Новый Завет — «уникальный памятник, особняком стоящий в истории русской письменности. Он предвосхищает ряд явлений, характеризующих второе южнославянское влияние, но сам по себе он памятником этого влияния не является». Он обращает внимание на ориентацию писца на греческое письмо, в том числе расстановку знаков ударения и характерные лигатуры. А. Л. Лифшиц отмечает изобилие «графических, лексических и синтаксических грецизмов» в тексте Чудовского Нового Завета, а также на последовательную расстановку знаков препинания.

## Текстология
«Состав рукописи уникален для славянского средневековья». Памятник содержит тексты Четвероевангелия, Деяний, Посланий, Апокалипсис, порядок евангельских и апостольских чтений и краткий месяцеслов. Между Евангелием и Деяниями апостолов записано слово Никона Черногорца о поставлении властелей. Каждой книге предшествует оглавление, иногда предисловие. Рукопись приспособлена к богослужебному использованию с помощью маргиналий как в тексте, так и на полях, а также лекционарных таблиц в конце. Текст Четвероевангелия дан с исчерпывающим литургическим аппаратом, текст Апостола снабжен лишь краткими литургическими отметками, внесенными в рукопись уже после переписки основного текста.
В текстологии памятника отражается знакомство с греческой рукописной традицией, характерной особенностью редактирования является предпочтение буквальных греко-славянских соответствий. Нет ни одной полной копии Чудовского списка, но известно несколько списков конца XV в., содержащих те или иные его части. К Чудовскому Новому Завету обращались на протяжении нескольких столетий при исправлении богослужебных книг. Предположительно, Чудовская редакция или её производные использовалась для исправления Откровения Иоанна в Острожской Библии.

## Акцентология
Чудовский Новый Завет является первым акцентуированным памятником восточнославянского происхождения; его акцентная система чрезвычайно архаична — в частности, ещё сохраняется перенос ударения на безударные частицы с энклиноменов и старые механизмы в ударении производных; «лишь считанное число инноваций (большей частью мелких) отличает её [акцентную систему ЧНЗ] от раннедревнерусской». «Всё это делает Чудовский Новый Завет незаменимым источником для славянской исторической акцентологии». Эта рукопись ценна для изучения истории восточнославянских языков, поскольку её «фонетико-орфографическая и грамматическая системы лишены малейших признаков южнославянского происхождения».

## Издания
- Апокалипсис XIV в. исправленный преимущественно по Апокалипсису, исправленному и писанному св. Алексием митрополитом… М. 1887.
- Новый Завет господа нашего Иисуса Христа. Труд святителя Алексия, митрополита Московского и всея Руси (издание Леонтия, митрополита Московского). М., 1892. Тираж составил 100 экземпляров, из которых сейчас известно очень немного; они разнятся качеством печати[1].
- Neues Testament des Čudov-Klosters. Eine Arbeit des Bischofs Aleksij, des Metropoliten von Moskau und ganz Rußland. Phototypische Ausgabe von Leontij, Metropolit von Moskau, Moskau 1892, mit einer Einleitung herausgegeben von Werner Lehfeldt. Köln-Wien, 1989. (Bausteine zur Geschichte der Literatur bei den Slaven, Band 28.) Фототипическое переиздание предыдущего, сделанное с единственного экземпляра, хранившегося в Западной Европе[1].
- Чудовская рукопись Нового Завета 1354 года. Труд свт. Алексия митрополита Киевского, Московского и веся Руси чудотворца / ред. Питирим (Нечаев), митр. — М.: Северный Паломник, 2001.

## Выбранная литература
- Дыбо А. В. К вопросу о диалектной принадлежности Чудовского Нового Завета // Филология. Исследования по древним и новым языкам. М., Изд-во МГУ, 1981.
- Ушаков В. Е. Акцентологический словарь древнерусского языка XIV века. М., 1982. По предостережению А. А. Зализняка, этот справочник «страдает таким количеством ошибок разного рода, что использование её данных без проверки по фототипическому изданию категорически недопустимо»[6]. Акцентологическая информация памятника расписана в «Древнерусском ударении» Зализняка, за которую автор получил Шахматовскую премию.
- Поляков Ф. Б. Некоторые аспекты изучения Чудовского Нового Завета // Russian Linguistics, 1990, Volume 14, Issue 3, pp 269—280.
- Пентковская Т. В. Восточнославянские и южнославянские переводы богослужебных книг XIII—XIV вв. Чудовская и афонская редакции Нового завета и Иерусалимский типикон: автореф. дис. на соиск. учен. степ. д-ра филол. наук. — Москва: 2009. — 48 с.